# Пецль, Роберт
Ро́берт Пецль (нем. Robert Pecl, родился 15 ноября 1965 в Вене) — австрийский футболист.

## Карьера

### Клубная
Воспитанник футбольной школы венского «Рапида», в котором выступал на протяжении всей своей карьеры. За свой агрессивный стиль игры получил прозвища «Железноногий» и «Красный Роберт». Выступал с 1986 по 1995 годы, с 1991 года был капитаном команды. Выигрывал чемпионат Австрии в 1987 и 1988 годах, а также Кубок Австрии в 1987 и 1995 годах. В 1990 и 1991 становился лучшим футболистом Австрии по версии газеты «Kronen Zeitung». Карьеру завершил в 29 лет после очередной травмы.

### В сборной
В сборной сыграл 31 игру (первый матч провёл в октябре 1987 года против Испании). Единственный гол забил 30 мая 1990 в ворота сборной Нидерландов, в том матче австрийцы выиграли 3:2. На чемпионате мира 1990 года сыграл все три встречи. Последнюю игру провёл в мае 1993 года против Швеции.